# 라이프니츠 (오스트리아)

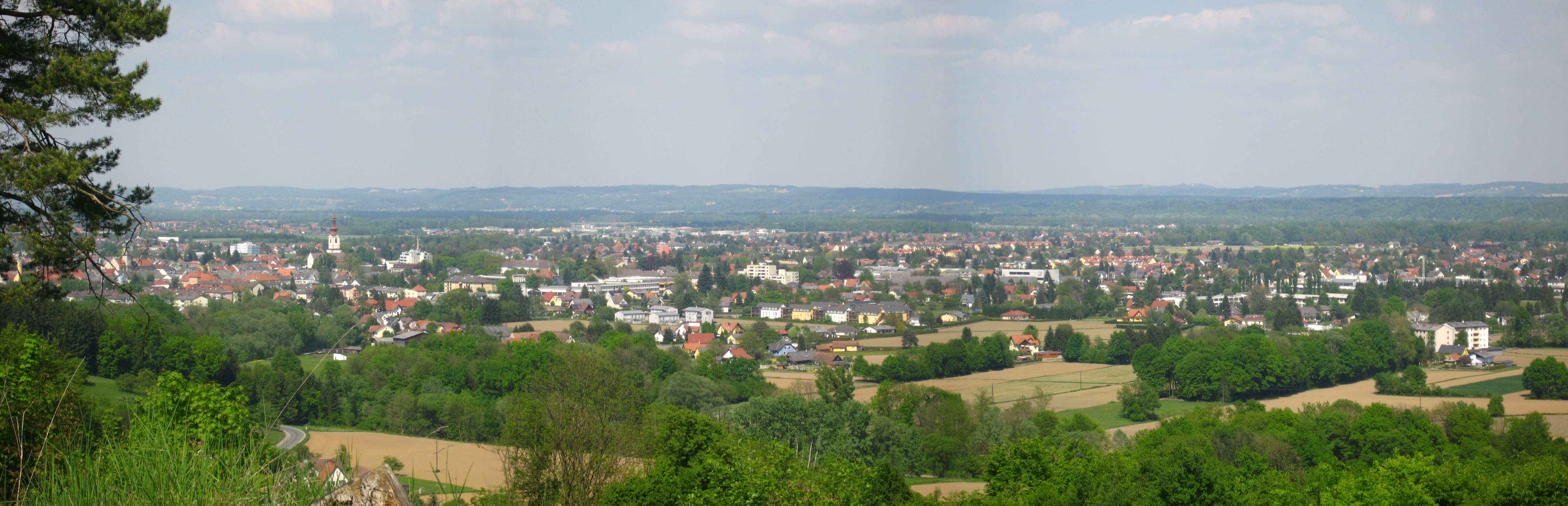

라이프니츠(독일어: Leibnitz)는 오스트리아 슈타이어마르크주에 위치한 도시로, 면적은 23.53km2, 높이는 275m, 인구는 12,176명(2017년 기준), 인구 밀도는 517명/km2이다. 그라츠 남쪽에 위치한다.